# Fălești
Fălești es una localidad de Moldavia, en el distrito (Raión) de Fălești. Se encuentra a una altitud de 114 m sobre el nivel del mar.
Se sitúa en la carretera que une Bălți con la ciudad rumana de Iași, a medio camino entre Bălți y la frontera del río Prut.

## Demografía
Según estimación 2010 contaba con una población de 12 071 habitantes.